# Soembarupsvogel
De soembarupsvogel (Edolisoma dohertyi synoniem: Coracina dohertyi) is een zangvogel uit de familie van de rupsvogels. Deze vogel is genoemd naar de Amerikaanse verzamelaar William Doherty.

## Verspreiding en leefgebied
Het is een endemische vogel op de Kleine Soenda-eilanden.

## Status
De soembarupsvogel heeft een ruim verspreidingsgebied en daardoor is de kans op uitsterven gering. De grootte van de populatie is niet gekwantificeerd. De vogel komt voor op de eilanden Soembawa, Soemba en Flores. De vogel is daar nog vrij algemeen en er is geen aanleiding te veronderstellen dat de soort in aantal achteruit gaat. Om deze redenen staat deze rupsvogel als niet bedreigd op de Rode Lijst van de IUCN.